# Comuna Bruiu, Sibiu
Bruiu (în maghiară: Brulya, în germană: Braller) este o comună în județul Sibiu, Transilvania, România, formată din satele Bruiu (reședința), Gherdeal și Șomartin.

## Demografie
Componența etnică a comunei Bruiu
     Români (59,91%)
     Romi (29,81%)
     Germani (1,64%)
     Alte etnii (0,89%)
     Necunoscută (7,75%)
Componența confesională a comunei Bruiu
     Ortodocși (84,05%)
     Adventiști (5,81%)
     Alte religii (2,09%)
     Necunoscută (8,05%)
Conform recensământului efectuat în 2021, populația comunei Bruiu se ridică la 671 de locuitori, în scădere față de recensământul anterior din 2011, când fuseseră înregistrați 703 locuitori. Majoritatea locuitorilor sunt români (59,91%), cu minorități de romi (29,81%) și germani (1,64%), iar pentru 7,75% nu se cunoaște apartenența etnică. Din punct de vedere confesional, majoritatea locuitorilor sunt ortodocși (84,05%), cu o minoritate de adventiști (5,81%), iar pentru 8,05% nu se cunoaște apartenența confesională.

## Politică și administrație
Comuna Bruiu este administrată de un primar și un consiliu local compus din 9 consilieri. Primarul, Emil Gherghel[*], de la Partidul Național Liberal, este în funcție din octombrie 2020. Începând cu alegerile locale din 2024, consiliul local are următoarea componență pe partide politice:
|  | Partid                    | Consilieri | Componența Consiliului | Componența Consiliului | Componența Consiliului | Componența Consiliului | Componența Consiliului |
|  | ------------------------- | ---------- | ---------------------- | ---------------------- | ---------------------- | ---------------------- | ---------------------- |
|  | Partidul Național Liberal | 5          |                        |                        |                        |                        |                        |
|  | Alianța Dreapta Unită     | 3          |                        |                        |                        |                        |                        |
|  | Partidul Social Democrat  | 1          |                        |                        |                        |                        |                        |

## Atracții turistice
- Biserica evanghelică fortificată din Bruiu
- Biserica Sfântul Nicolae din Gherdeal
- Biserica fortificată din Gherdeal
- Biserica evanghelică din Șomartin

## Primarii comunei
- 1996[7] - 2000 - Gherghel Emil, de la PUNR
- 2000[8] - 2004 - Cernea Mircea, de la APR
- 2004[9] - 2008 - Cernea Mircea, de la PSD
- 2008[10] - 2012 - Cernea Mircea, de la PSD
- 2012[11] - 2016 - Ioan Berghea, de la PDL
- 2016[12] - 2020 - Gherghel Grigore, de la PSD